# Titularbistum Cidramus
Cidramus (ital.: Cidramo) ist ein Titularbistum der römisch-katholischen Kirche.
Es geht zurück auf einen untergegangenen Bischofssitz in der antiken Stadt Kidrama in der kleinasiatischen Landschaft Karien im Westen der heutigen Türkei. Der Bischofssitz war der Kirchenprovinz Stauropolis zugeordnet.
| Titularbischöfe von Cidramus |                           |                                 |                |               |
| Nr.                          | Name                      | Amt                             | von            | bis           |
| 1                            | Francisco Miranda Vicente | Weihbischof in Toledo (Spanien) | 21. Juli 1951  | 13. März 1960 |
| 2                            | Anastasio Granados García | Weihbischof in Toledo (Spanien) | 30. April 1960 | 31. März 1970 |